# Pétanque-Bundesliga
Die Pétanque-Bundesliga ist die höchste Spielklasse in der Boule-Spiel Sportart Pétanque in Deutschland. Sie startete 2007 mit 12 Teams in ihre erste Saison und wurde 2022 erstmals mit 16 Mannschaften durchgeführt. Veranstalter ist der Deutsche Pétanque Verband (DPV) im Dachverband des Deutschen Boccia-, Boule- und Pétanque-Verbands (DBBPV). Der Deutsche Mannschaftsmeister ist für den Europacup qualifiziert.

## Spielmodus
In der Bundesliga wird in einem bestimmten Spielmodus gespielt:
| Spielmodus | Spielmodus                      | Spielmodus                      | Spielmodus                      |
| --- | ------------------------------- | ------------------------------- | ------------------------------- |
| In einer Begegnung zweier Mannschaften werden in zwei Runden in verschiedenen Formationen 5 Spiele ausgetragen: |                                 |                                 |                                 |
| Runde 1 (zeitgleich)                                                                                            | Triplette                       | :                               | Triplette                       |
| Runde 1 (zeitgleich)                                                                                            | Triplette Mixte                 | :                               | Triplette Mixte                 |
| Runde 2 (zeitgleich)                                                                                            | Doublette 1                     | :                               | Doublette 1                     |
| Runde 2 (zeitgleich)                                                                                            | Doublette 2                     | :                               | Doublette 2                     |
| Runde 2 (zeitgleich)                                                                                            | Doublette Mixte                 | :                               | Doublette Mixte                 |
| Für die Triplette sowie die Doublette 1 und 2 gibt es keine geschlechtlichen Begrenzungen                       |                                 |                                 |                                 |
| Für jedes Spiel gibt es einen Punkt                                                                             |                                 |                                 |                                 |
| Es sind 5 Punkte in einer Begegnung möglich                                                                     |                                 |                                 |                                 |
| Gewinnt eine Mannschaft mindestens 3 Spiele, erhält sie einen Matchpunkt                                        |                                 |                                 |                                 |
| Die Platzierung wird nach folgenden Kriterien ermittelt:                                                        |                                 |                                 |                                 |
| 1. | Begegnungs-Siege                | Begegnungs-Siege                | Begegnungs-Siege                |
| 2. | Spielsiege                      | Spielsiege                      | Spielsiege                      |
| 3. | Direkter Vergleich              | Direkter Vergleich              | Direkter Vergleich              |
| 4. | Spielpunktedifferenz            | Spielpunktedifferenz            | Spielpunktedifferenz            |
| 5. | Die höher erzielten Spielpunkte | Die höher erzielten Spielpunkte | Die höher erzielten Spielpunkte |
| 6. | Das Los                         | Das Los                         | Das Los                         |

Hinweise zu den Spielern und Betreuern:
- An einem Spieltag bzw. in der gesamten Saison dürfen maximal zehn Spieler eingesetzt werden.
- Es dürfen drei Coaches bzw. Betreuer eingesetzt werden.
- Es können auch während einer Begegnung (zwischen den Aufnahmen), nach genauen Regeln, Spieler ausgewechselt werden. U. a. muss dabei die gemischtgeschlechtliche Besetzung der Mixte-Formationen beibehalten werden.

## Mannschaften und Vereine
Vereine in der Bundesliga nach der Anzahl der Teilnahmen geordnet.
Hinweise:
- Im Jahr 2020 fand infolge der Covid-19-Pandemie kein Wettbewerb statt.
- 2021 wurde infolge der noch andauernden Covid-19-Pandemie eine verkürzte Saison ohne Absteiger ausgespielt.
- Von 2007 bis 2021 hatte die Bundesliga 12 Teams, bei drei Absteigern.
- Im Jahr 2022 wurde die Bundesliga um vier Teams auf 16 Mannschaften aufgestockt. Seither gibt es vier Absteiger pro Saison.
- Aufsteiger für die Saison 2025 sind: FC Diefflen, BC Achern, Jever PC und der Lübecker BC.

| Vereine der deutschen Pétanque-Bundesliga (DPB) seit der Gründung im Jahr 2007 bis 2024 (Stand: September 2024) | Vereine der deutschen Pétanque-Bundesliga (DPB) seit der Gründung im Jahr 2007 bis 2024 (Stand: September 2024) | Vereine der deutschen Pétanque-Bundesliga (DPB) seit der Gründung im Jahr 2007 bis 2024 (Stand: September 2024) | Vereine der deutschen Pétanque-Bundesliga (DPB) seit der Gründung im Jahr 2007 bis 2024 (Stand: September 2024) | Vereine der deutschen Pétanque-Bundesliga (DPB) seit der Gründung im Jahr 2007 bis 2024 (Stand: September 2024) |
| Verein | Anzahl der Teilnahmen                                                                                           | 1. Saison und Wiederaufstieg(e)                                                                                 | Abstieg(e) a | Beste Platzierung (Jahr)                                                                                        |
| --- | --- | --- | --- | --- |
| Düsseldorf sur place b                                                                                          | 14 | 2007 2017 | 2013 | 1 (2009, 2019, 2021)                                                                                            |
| Petanqueclub Burggarten Horb                                                                                    | 14 | 2010 | – | 1 (2022, 2023, 2024)                                                                                            |
| Bouleverein Ibbenbüren                                                                                          | 14 | 2010 | – | 1 (2017) |
| 1. Boules Club Petanque Bad Godesberg b g                                                                       | 12 | 2007 2012 | 2009, 2021 g | 4 (2007) |
| Boule Club Tromm                                                                                                | 10 | 2008 2019 | 2016, 2019 | 1 (2013, 2014)                                                                                                  |
| Pétanquefreunde Saarbrücken                                                                                     | 10 | 2009 2015, 2019                                                                                                 | 2012, 2015 | 3 (2019, 2022, 2023)                                                                                            |
| Münchner Kugelwurfunion                                                                                         | 9 | 2011 | 2019 | 1 (2011) |
| Boule-Club Niedersalbach                                                                                        | 9 | 2014 | 2023 h | 3 (2016) |
| 1. Pétanque Club Viernheim von 1984 b                                                                           | 9 | 2007 2021 | 2011 | 4 (2008, 2021)                                                                                                  |
| BC Saarwellingen b                                                                                              | 8 | 2007 | 2014 | 1 (2008) |
| VFPS Osterholz-Scharmbeck e                                                                                     | 8 | 2012 | 2019 e | 1 (2012, 2015, 2016)                                                                                            |
| Boulefreunde Malsch f                                                                                           | 8 | 2014 | 2022 | 1 (2018) |
| FT 1844 Freiburg                                                                                                | 8 | 2009 2015, 2022                                                                                                 | 2010, 2017, 2024                                                                                                | 3 (2015) |
| Hamburger Rugby-Club b                                                                                          | 6 | 2007 2013 | 2010, 2014 | 3 (2007) |
| 1. Boule Club Kreuzberg b                                                                                       | 6 | 2007 2014 | 2011, 2014 | 7 (2007, 2009)                                                                                                  |
| BC Herxheim | 6 | 2017 | 2023 | 4 (2019) |
| TuS 1888 Zehlendorf-Berlin                                                                                      | 5 | 2018 2021 | 2018 | 5 (2021) |
| TSG Weinheim-Lützelsachsen d                                                                                    | 4 | 2008 | 2011 d | 1 (2010) |
| BC Edingen-Neckarhausen                                                                                         | 4 | 2012 | 2015 | 5 (2013, 2014)                                                                                                  |
| Lübecker B.C.                                                                                                   | 4 | 2018 2021 | 2018, 2023 | 7 (2022) |
| La Boule Joyeuse Wiesbaden                                                                                      | 4 | 2013 2016, 2024                                                                                                 | 2013, 2017, 2024                                                                                                | 9 (2016) |
| 1.BC Mechenhard                                                                                                 | 4 | 2021 | - | 3 (2021) |
| SV Odin Hannover b                                                                                              | 3 | 2007 | 2009 | 2 (2007, 2008)                                                                                                  |
| Boule devant Berlin                                                                                             | 3 | 2015, 2023 | 2015 | 7 (2023) |
| SV Siemens Mühlheim                                                                                             | 3 | 2019, 2023 | 2019 | 9 (2023) |
| Boule Club Sandhofen b                                                                                          | 2 | 2007 | 2008 | 1 (2007) |
| Heidelberger Boule-Spieler b                                                                                    | 2 | 2007 | 2008 | 9 (2007) |
| Compagnie de Boule Lübeck                                                                                       | 2 | 2011 | 2012 | 9 (2011) |
| VfSK 1900 Oppau                                                                                                 | 2 | 2022 | 2023 | 13 (2022) |
| Nippeser BC | 2 | 2022 | 2023 | 6 (2022) |
| Boule Club 1966 Saarlouis                                                                                       | 2 | 2011, 2024 | 2011, 2024 | 11 (2011) |
| TSV Krähenwinkel / Kaltenweide                                                                                  | 2 | 2016, 2024 | 2016, 2024 | 12 (2016) |
| PC Hanweiler | 2 | 2023 | - | 6 (2023) |
| PC Noris Cochonnet Nürnberg b                                                                                   | 1 | 2007 | 2007 | 10 (2007) |
| Boule-Freunde „Le Cochonnet“ 1986 Rockenhausen b                                                                | 1 | 2007 | 2007 | 11 (2007) |
| 1. PCP Leipzig b                                                                                                | 1 | 2007 | 2007 | 12 (2007) |
| Club Bouliste Berlin c                                                                                          | 1 | 2008 | 2008 | 12 (2008) |
| Boulefreunde Hauenstein                                                                                         | 1 | 2009 | 2009 | 11 (2009) |
| 1. Lauterer Boule-Club Otterbach                                                                                | 1 | 2010 | 2010 | 11 (2010) |
| Schweinfurter Kugelleger                                                                                        | 1 | 2012 | 2012 | 12 (2012) |
| Boule Club Stuttgart                                                                                            | 1 | 2013 | 2013 | 12 (2013) |
| Royal Cologne Köln                                                                                              | 1 | 2016 | 2016 | 10 (2016) |
| Boule Club Ratisbonne Regensburg                                                                                | 1 | 2017 | 2017 | 12 (2017) |
| Boule Club Saubrenner Wittlich                                                                                  | 1 | 2018 | 2018 | 11 (2018) |
| BC Cassel e. V. g                                                                                               | 1 | 2022 | 2022 | 14 (2022) |
| PF Niedernberg                                                                                                  | 1 | 2022 | 2022 | 15 (2022) |
| TV 1877 Mannheim-Waldhof                                                                                        | 1 | 2024 | - | 2 (2024) |
| Diaboulo Bochum ’86                                                                                             | 1 | 2024 | - | 6 (2024) |

## Deutsche Mannschaftsmeister

### Vor Einführung der Bundesliga
Bis 2006 fand die Deutsche Meisterschaft einmal im Jahr an einem Wochenende statt, bei der der Deutsche Mannschaftsmeister ermittelt wurde.
1995: Boule Club „La Fanny Joyeuse“ Tübingen
1996: Altonaer Boule Club Hamburg
1997: Altonaer Boule Club Hamburg
1998: Altonaer Boule Club Hamburg
1999: Düsseldorf Sur Place
2000: KSV Gersweiler
2001: KSV Gersweiler
2002: Düsseldorf Sur Place
2003: SV Odin Hannover
2004: SV Odin Hannover
2005: Düsseldorf Sur Place
2006: 1. Pétanque Club Viernheim

### Seit Einführung der Bundesliga

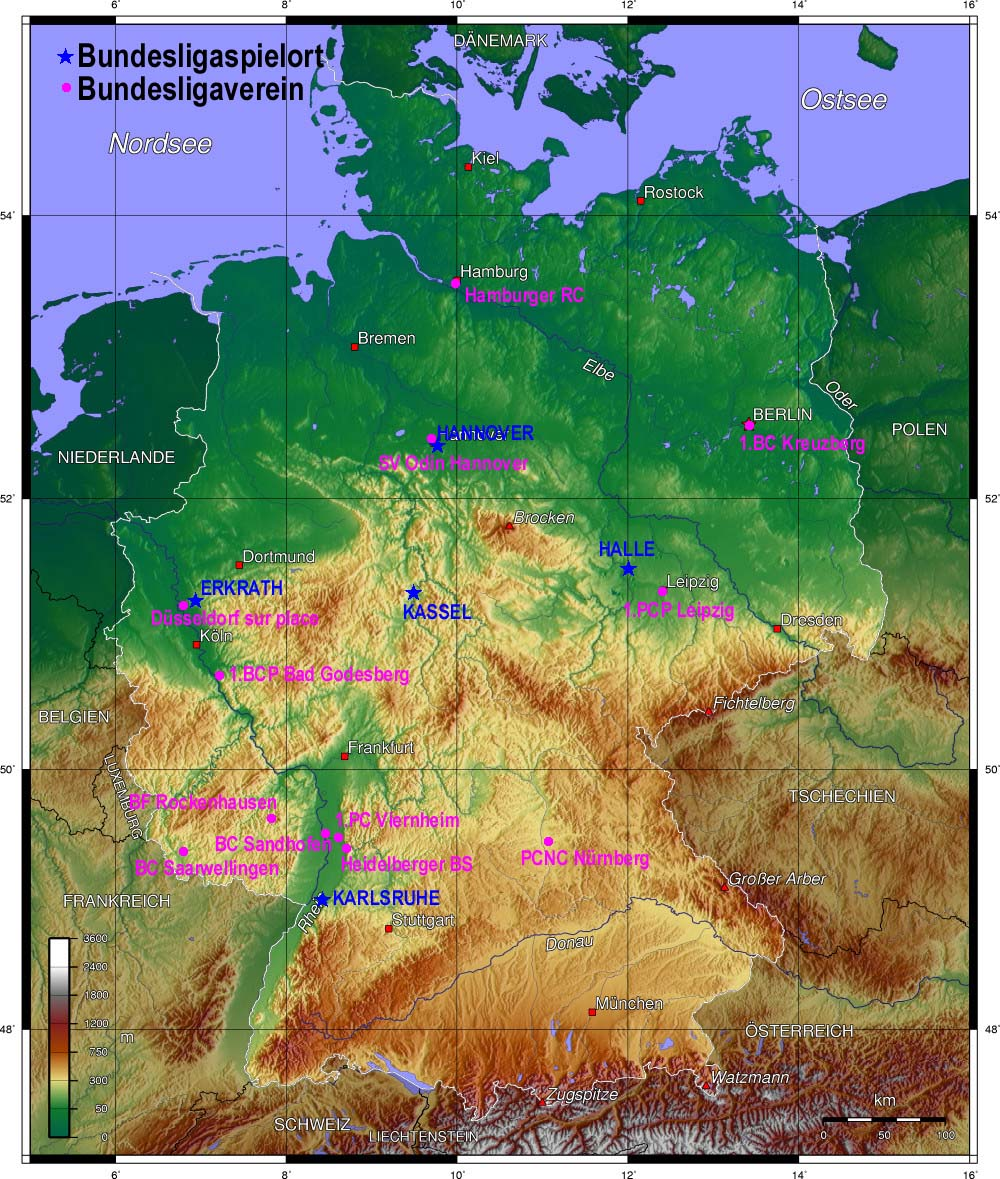
Verteilung - Vereine der ersten Petanque-Bundesliga 2007

Die Bundesliga startete 2007 mit 12 Teams in ihre erste Saison.
| Saison | Bundesliga-Meister                                |
| ------ | ------------------------------------------------- |
| 2007   | Boule Club Sandhofen                              |
| 2008   | Boule Club Saarwellingen                          |
| 2009   | Düsseldorf sur place                              |
| 2010   | TSG Weinheim-Lützelsachsen                        |
| 2011   | 1. Münchner Kugelwurfunion                        |
| 2012   | VFPS Osterholz-Scharmbeck                         |
| 2013   | Boule Club Tromm 1997 e. V.                       |
| 2014   | Boule Club Tromm 1997 e. V.                       |
| 2015   | VFPS Osterholz-Scharmbeck                         |
| 2016   | VFPS Osterholz-Scharmbeck                         |
| 2017   | BV Ibbenbüren                                     |
| 2018   | BF Malsch                                         |
| 2019   | Düsseldorf sur place                              |
| 2020   | – Infolge der Covid-19-Pandemie kein Wettbewerb – |
| 2021   | Düsseldorf sur place                              |
| 2022   | Pétanqueclub Burggarten Horb                      |
| 2023   | Pétanqueclub Burggarten Horb                      |
| 2024   | Pétanqueclub Burggarten Horb                      |

## Rangliste der Meister
Im Jahr 2024 wurde die 29. Deutsche Meisterschaft ausgetragen.
Die Meisterschaften verteilen sich wie folgt:
- 6 mal: Düsseldorf sur place; 3 mal vor Einführung der Bundesliga (1999, 2002, 2005) und 3 mal in der Bundesliga (2009, 2019, 2021)[5]
- 3 mal: Altonaer Boule Club Hamburg; vor Einführung der Bundesliga (1996, 1997, 1998)
- 3 mal: VFPS Osterholz-Scharmbeck (Bundesliga 2012, 2015, 2016)
- 3 mal: Pétanqueclub Burggarten Horb (Bundesliga 2022, 2023, 2024)[6]
- 2 mal: KSV Gersweiler; vor Einführung der Bundesliga (2000, 2001)
- 2 mal: SV Odin Hannover; vor Einführung der Bundesliga (2003, 2004)
- 2 mal: Boule Club Tromm (Bundesliga 2013, 2014)
- 1 mal: Boule Club „La Fanny Joyeuse“ Tübingen; vor Einführung der Bundesliga (1995)
- 1 mal: 1. Pétanque Club Viernheim; vor Einführung der Bundesliga (2006)
- 1 mal: Boule Club Sandhofen (Bundesliga 2007)
- 1 mal: Boule Club Saarwellingen (Bundesliga 2008)[7]
- 1 mal: TSG Weinheim-Lützelsachsen (Bundesliga 2010)
- 1 mal: 1. Münchner Kugelwurfunion (Bundesliga 2011)
- 1 mal: BV Ibbenbüren (Bundesliga 2017)[8]
- 1 mal: BF Malsch (Bundesliga 2018)[9]